# Varró Margit Alapítvány
A Varró Margit Alapítvány az alapfokon tanító zenetanárok kiemelkedő munkájának jutalmazása és a 20. századi magyar zene népszerűsítése céljából jött létre 1992-ben.
A Varró Margit Alapítványt Ábrahám Mariann zongoraművész és -tanár hozta létre 1992-ben azzal a céllal, hogy elismerési fórumot teremtsenek az alapfokon tanító zenetanárok számára, és a zeneoktatásban a kezdetektől beemeljék a 20. századi zenét.
A Gödöllőn 1998-ban megrendezett Nemzetközi Varró Margit Szimpózium több mint 500 résztvevője továbbképzések és koncertek során vett részt. Számos, azóta komoly nemzetközi karriert befutott magyar művész első komoly megmérettetése volt ez a rendezvény.

## A névadóról
Az alapítványt Varró Margitról nevezték el, aki a 20. század első felének kiemelkedő zenepedagógusa volt.

## Rendezvények
- "A magyar zene a zongoratanításban" - évente ismétlődő matiné-sorozat a Bartók Múzeumban
- Kadosa Pál Emlékhangverseny, Bartók Emlékház, 2003. március 29.
- Kadosa Pál Emlékhangverseny, Józsefvárosi Zeneiskola, 2003. április 4.
- Kadosa Pál és Sugár Rezső Matiné Hangverseny, Fészek Művészklub, 2003. november 23.
- Magyar és összeurópai értékek találkozása a 20. századi magyar zeneszerzők műveiben. A továbbképzés előadója: Hajdú András. Gödöllő, Chopin Zeneiskola, 2004. augusztus 31.
- Szelényi István Emlékhangverseny, Magyar Rádió Márványterme, 2004. október 2.
- Bartók Béla Emlékhangverseny Bartók B. halálának 60. évfordulója alkalmából, Magyar Rádió Márványterme, 2005. október 1.
- XX. századi zongoraművek, Budapest, IV. kerület, Cegléd, Veresegyháza, Dunakeszi, Fót zeneiskoláinak növendékhangversenye, 2006. október 7.
- Kodály Emlékhangverseny, Józsefvárosi Zeneiskola, Budapest, 2007. november 17.
- Haydn program, mesterkurzus, előadás (Professzor. Lantos István) és 13 zeneiskola növendékeinek hangversenye, 2008. október 4.
- Haydn kurzus, Fót, Károlyi Kastély Márványterme, 2009. október 9-10.
- Chopin a zongorairodalom nagy romantikusa, Fót, Vörösmarty Művelődési. Ház nagyterme, 2010. október 15-16.
- Továbbképzés: bemutató tanítások (Dr. Domoszlai Erzsébet, Faddi Sarolta, Szilasi Alex). A Barokk – Prof. Földes Imre előadása 2012. október 6-7.

## Tisztségviselők
- Az Alapítvány elnöke annak első 10 évében Ujfalussy József akadémikus, a Zeneakadémia volt rektora volt; Ábrahám Mariann alapító mellett a rendezvények szervezése Balázsné Szatmári Éva tanárnőnek köszönhető
- Az Alapítvány 2003 óta a Fóti Zeneiskola égisze alatt működik Horváth Zoltán igazgató és Pusztai Zoltánné tanárnő közreműködésével